# Alza
Alza.cz a.s. ist ein tschechischer Onlinehändler, der in Tschechien, der Slowakei und seit 2014 auch in weiteren EU-Staaten tätig ist. Alza bietet vor allem Elektrogeräte und Spielwaren an. Das Sortiment bedient darüber hinaus auch die Segmente Sport- und Hobbyausrüstung, Multimedia, Parfum, Uhren und Drogerie.

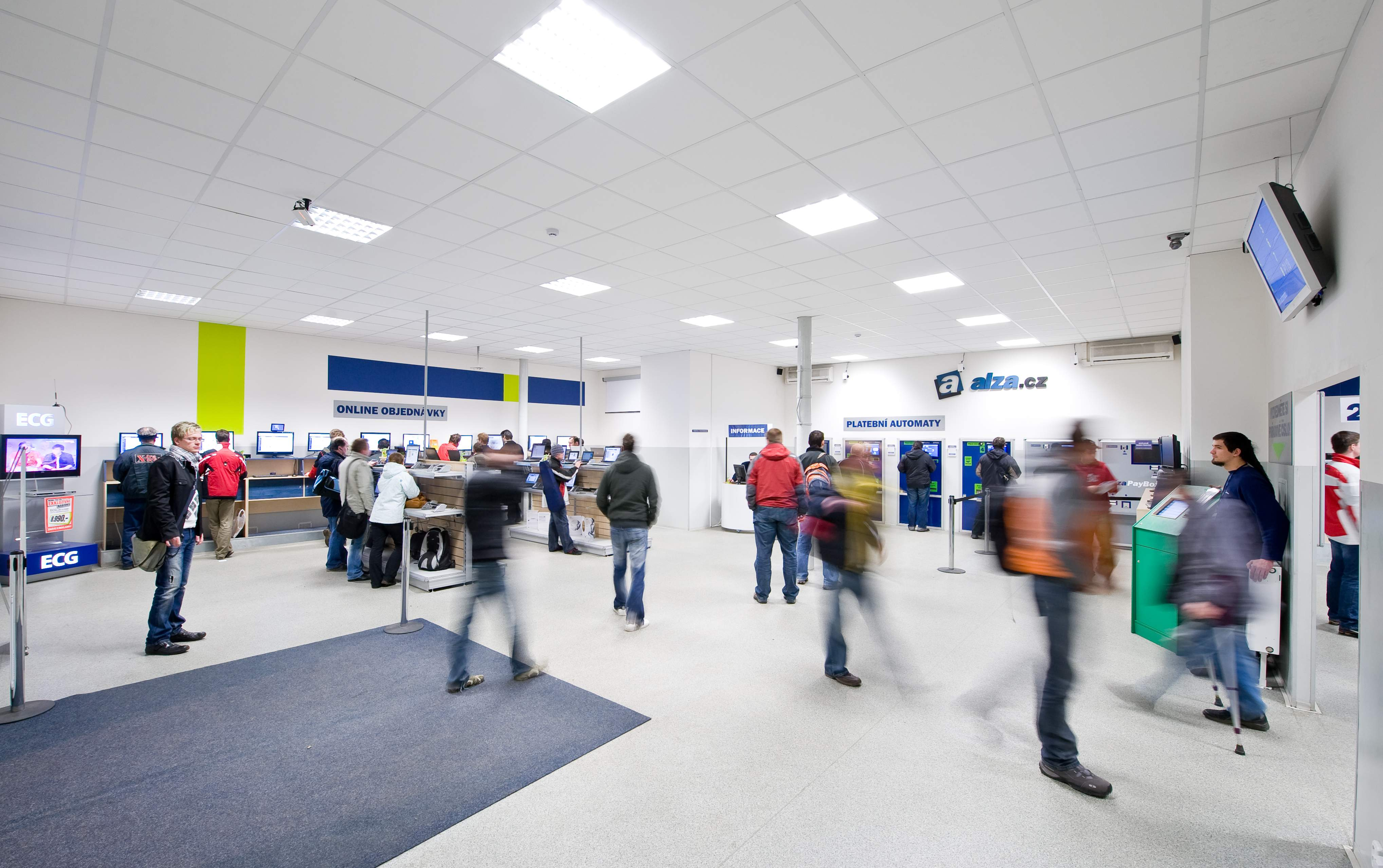
Ausstellungsraum (2009)

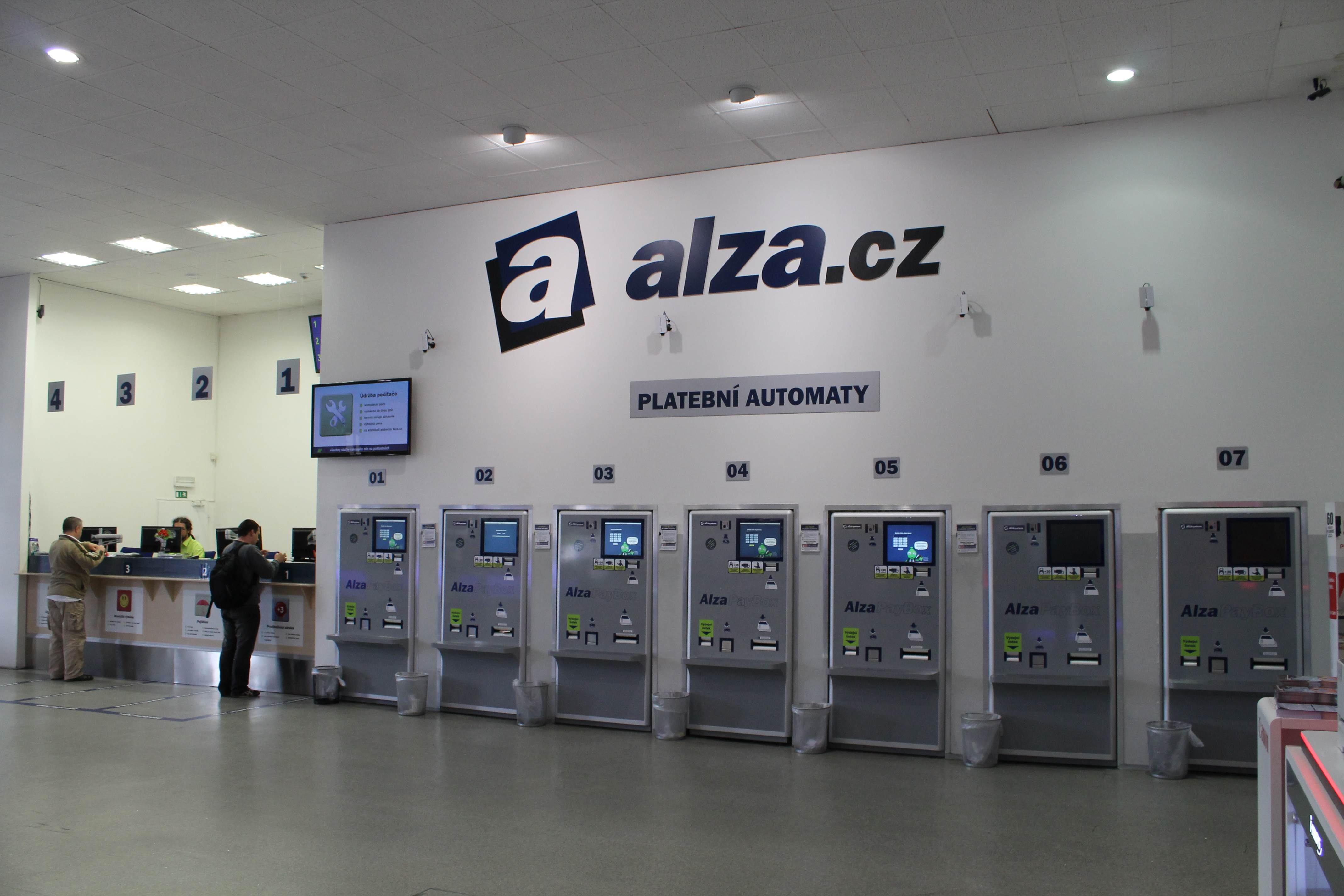
Bezahlautomaten (2013)

Das Unternehmen wurde 1994 als Alzasoft gegründet. Heute (Stand: 2021), betreibt Alza zusätzlich zum Onlinehandel insgesamt 53 Filialen und 1 800 sogenannte AlzaBoxen in Tschechien, der Slowakei, Ungarn und Österreich. Das Unternehmen hat außerdem Ausstellungsräume in Prag, Bratislava und Budapest. Alza ist der größte tschechische Online-Händler mit einem Jahresumsatz von 45 Milliarden Kronen (1,75 Milliarden Euro) im Geschäftsjahr 2021.
Alza gehört einer Investorengruppe, die das Unternehmen über die Holdinggesellschaft L. S. Investments Limited mit Sitz auf Zypern leitet. Die Aktionäre sind anonym. CEO, Vorstandsmitglied und Firmengründer in Personalunion ist Aleš Zavoral. Alza ist als tschechische Aktiengesellschaft (a.s.) registriert.
Ende 2021 führte Alza insgesamt rund 700.000 Produkte in seinem Sortiment und lieferte etwa 17,9 Millionen Bestellungen aus.

## Geschichte
1994 meldete Firmengründer Aleš Zavoral sein Gewerbe an. Im Frühling 1998 ging der erste Internet-Auftritt des Unternehmens online, der aber noch keine Bestellmöglichkeiten anbot. Im Sommer 1998 mietete das damalige Alzasoft eine kleine Verkaufsfläche in der Straße Dělnická in Prag an. Im Jahr 2000 zog man in ein größeres Objekt in der Straße Jateční. Es entstand ein Elektrofachgeschäft mit angeschlossenem Online-Shop. Im Zuge des Hochwassers im August 2002 wurde das Geschäft samt Lager überschwemmt.
Am 1. Januar 2004 wurde die Alzasoft a.s. Aktiengesellschaft gegründet. Sie beschäftigte zum damaligen Zeitpunkt 45 Mitarbeiter. Alzasoft expandierte in die Slowakei und eröffnete Filialen in Bratislava, Nitra, Trenčín und Trnava. Die Lagerfläche im Prager Stadtteil Holešovice wurde auf eine Gesamtfläche von 1600 m² erweitert. 2006 vollzog die Firma ein Rebranding und trat unter dem Neuen Namen Alza.cz auf. Im Folgejahr wurde die Werbefigur Alzák der Außerirdische ins Leben gerufen. Das grüne Marsmännchen mit kreischender Stimme ist dank anhaltend hoher Werbeausgaben von Alza in Werbespots in Tschechien omnipräsent. Die Werbung wird teilweise wegen ihrer Aufdringlichkeit kritisiert.
Im Sommer 2010 eröffnete Alza ein neues Logistikzentrum im Prager Stadtteil Horní Počernice. Im Oktober 2015 rief Alza ein Premium-Programm ins Leben. Dieses umfasst kostenlose Lieferung, einen Musik- und Video-Streamingdienst, bevorzugte Warenausgabe und verlängerte Warenrückgabefristen.
2016 wurde die ungarische Version des Online-Shops freigeschaltet und eine Filiale in Budapest eröffnet. Bestellungen werden seit 2016 fortan auch an Wochenenden zugestellt. Auch die physischen Filialen haben seither an Wochenenden geöffnet. Im Dezember 2016 wurden erstmals Einnahmen über 1 Milliarde Kronen innerhalb einer Woche generiert.
2017 betrat Alza neue Wege im Bereich Kryptowährungen und Elektromobilität, indem es Zahlungen auch mit Bitcoin ermöglichte und Elektroautos für die Lieferung einsetzte. Im Rahmen seiner europaweiten Expansion, eröffnete es im selben Jahr seine erste Filiale in Wien und einen Ausstellungsraum in Budapest. Auch wurde ein neues Lager in Zdiby bei Prag angemietet.
Die COVID-19-Pandemie brachte Alza starke Umsatzsteigerungen. Es begann zudem unverderbliche Lebensmittel anzubieten und die Abholung und Reklamation von Waren völlig kontaktlos zu gestalten.